# Jef Van Hoof (componist)
Josephus Bonifacius Emilius Michael (Jef) Van Hoof (Antwerpen, 8 mei 1886 – 24 april 1959) was een Vlaams laat-romantisch componist.

## Carrière

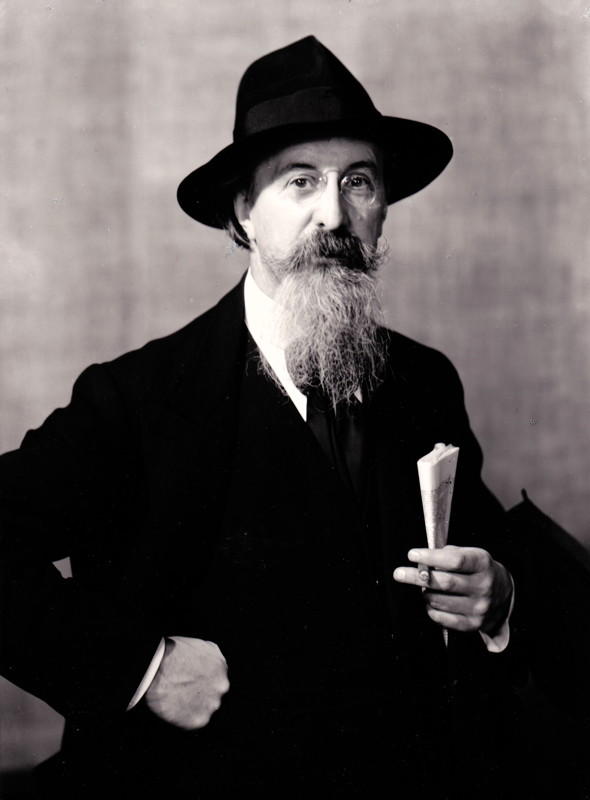
Jef Van Hoof

Van Hoof was de zoon van de koster-organist van de Sint-Michielskerk in Antwerpen, Frans (Franciscus Emilius) Van Hoof en Octavia Leonia Clothilda Van Kerschaver. Hij studeerde aan het Koninklijk Conservatorium van Antwerpen of Vlaamsche Muziekschool, onder de leiding van Jozef Huybrechts, Paul Gilson en August De Boeck (harmonie), Joseph Callaerts en Arthur De Hovre (orgel), Jozef Bossiers (piano) en Lodewijk Mortelmans (contrapunt en fuga). Hij onderging ook de invloed van Peter Benoit.
Vanaf 1903 liet hij zich als componist kennen en in 1906 componeerde hij zijn eerste Vlaamse strijdliederen. In 1909 schreef hij het lied Groeninge op tekst van Guido Gezelle en behaalde er de Prijs van het Algemeen Nederlands Verbond (ANV) mee. In 1911 behaalde hij de Tweede Romeprijs met de cantate Tycho Brahé. Hij werd een grote aanhanger van de Vlaamse muziekbeweging in het kielzog van Peter Benoit. Zijn muziekactiviteiten waren vanaf die tijd sterk verbonden met Vlaamsgezinde organisaties zoals het ANV, het Vlaamsch Nationaal Verbond (VNV) en de Groeningerwacht, die hij mee oprichtte en waarvan hij het mannenkoor dirigeerde. Hij was ook medestichter van het Genootschap van Vlaamse Componisten (1922), van de Vlaamse Concerten (1926) en van de Nationale Vlaamse Fanfare (1930).
In 1916 componeerde hij op tekst van Nico Gunzburg het koorwerk Oproep dat werd uitgevoerd bij de opening van de door de Duitse bezetter georganiseerde Nederlandstalige universiteit Gent. Wegens zijn activistische sympathieën werd hij na de oorlog tot acht maanden cel veroordeeld.
Na 1920 bleef hij verder actief in Vlaams-nationalistische organisaties, zoals het Vlaams Nationaal Verbond. Hij trad op als dirigent bij IJzerbedevaarten en Guldensporenvieringen en componeerde verder strijdliederen voor deze gelegenheden. In 1933 was hij medeoprichter van het Vlaams Nationaal Zangfeest dat hij tot in 1936 leidde.
In 1916 volgde Van Hoof zijn vader op als titularis van het orgel in de Sint-Michielskerk. Na zijn veroordeling gaf hij privélessen en organiseerde concerten waarbij hij als pianist optrad. In 1924 werd hij leraar harmonieleer en compositieleer aan de Mechelse Beiaardschool en in 1936 werd hij leraar aan het Koninklijk Conservatorium in Antwerpen.
Begin 1942 werd hij benoemd tot directeur van dit conservatorium, in opvolging van Flor Alpaerts. Zijn tegenkandidaat was Lodewijk De Vocht, maar Van Hoof haalde het omdat hij door belangrijke figuren uit de collaboratie, zoals Cyriel Verschaeve, gesteund werd. Het was onvermijdelijk dat hij na de Bevrijding werd afgezet en werd veroordeeld tot één jaar gevangenisstraf.
Hij trad nog een paar maal op als dirigent, onder meer op de Dag van het Vlaamse Lied in 1953 en op de Vlaamse dag van de Wereldtentoonstelling in 1958.

## Oeuvre als componist

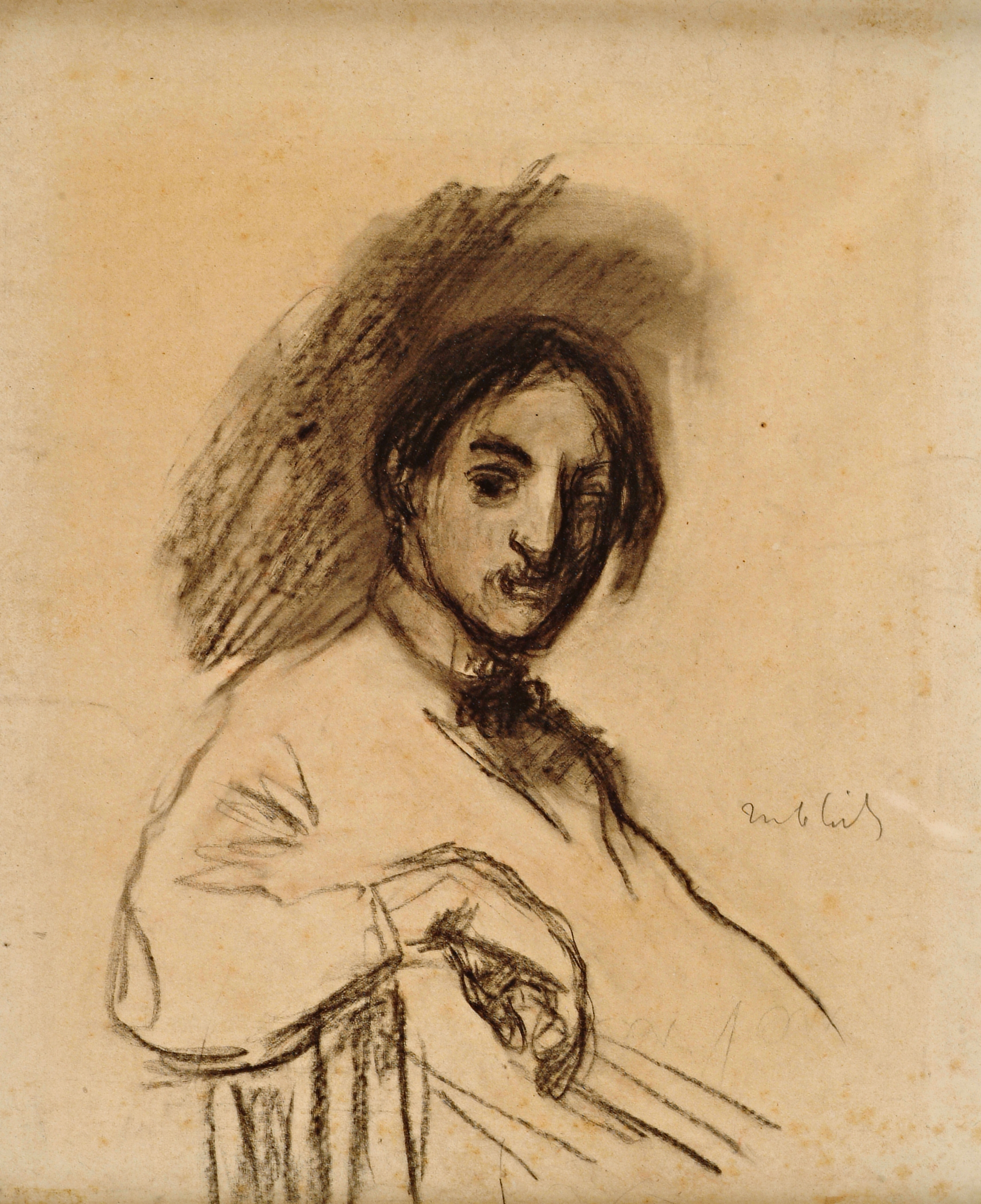
Jef Van Hoof, 1908, tekening door Jakob Smits, collectie Jakob Smitsmuseum

Van Hoof componeerde kamermuziek, symfonische werken, liederen, religieuze muziek, piano- en orgelstukken (een oeuvre van 280 titels).
De meeste bekendheid verwierf hij met zijn Vlaamse strijdliederen, waaronder 
- Het Lied van het Recht (1901), tekst van Paul De Mont
- 't Is stille (1903) op een gedicht van Guido Gezelle
- Ruiterliedeken (1907)
- Groeninghe op een gedicht van Guido Gezelle (1909)
- Landelijke stemming (1910)
- Vlaanderen (1912) tekst van A. Michielsen
- Hoe stille is 't (1913),  op een gedicht van Guido Gezelle
- Vijf liederen van het Vlaamse vaderland
- Daar is maar één Vlaanderen (1917)
- Toeristenlied, tekst van René De Clercq
- Psalm (1917), op een gedicht van Albrecht Rodenbach
- Ouverture Willem de Zwijger, voor koor en orkest
- Rodenbach ter ere, cantate
- O Kruis van den IJzer
- Zes Dietsche Liederen
- Groeningerwacht (1925), op tekst van Paul de Mont
- Nachtdeun, tekst van Alice Nahon
- De lotusbloem, tekst van A. De Bremacker

In zijn tweede levensfase componeerde Van Hoof voornamelijk religieuze muziek.
Onder zijn composities:
- zes symfonieën
- twee symfonische suites
- Concertino voor viool en orkest (1956)
- twee strijkkwartetten
- Synfoniëtta voor koper (1932)
- Missa de Deo (1937) voor gemengd koor, koper en slagwerk
- Te Deum (1949) voor gemengd koor en koperensemble

Van Hoof componeerde ook opera's:
- Meivuur (1916) - libretto Paul De Mont
- Vertraagde film (1926) - libretto Herman Teirlinck
- Jonker Lichthart (1928) - libretto E. Denhaene

De meeste van zijn werken werden uitgegeven door de muziekuitgeverij De Crans door hemzelf in 1917 opgericht. De handschriften berusten hoofdzakelijk in het AMVC.